# خیاشن (روستا)
 خیاشن  به عربی ( الَخیاشَن  )، روستایی است در دهستان المُقَبَنَة از توابع استان حضرموت در کشور یمن در شبه جزیره عربستان.

## جمعیت
جمعیت آن ( ۱۳۰ ) نفر ( ۱۰ خانوار) می‌باشد.